# Munkahelyi balesetben megsérültek és elhunytak emléknapja
A Munkahelyi balesetben megsérültek és elhunytak emléknapja egy április 28-án tartott nemzetközi emléknap, melyen a munkavégzés során megsérült, megrokkant vagy meghalt dolgozókra emlékeznek. Magyarországon 2012-ben nyilvánították hivatalosan emléknappá.

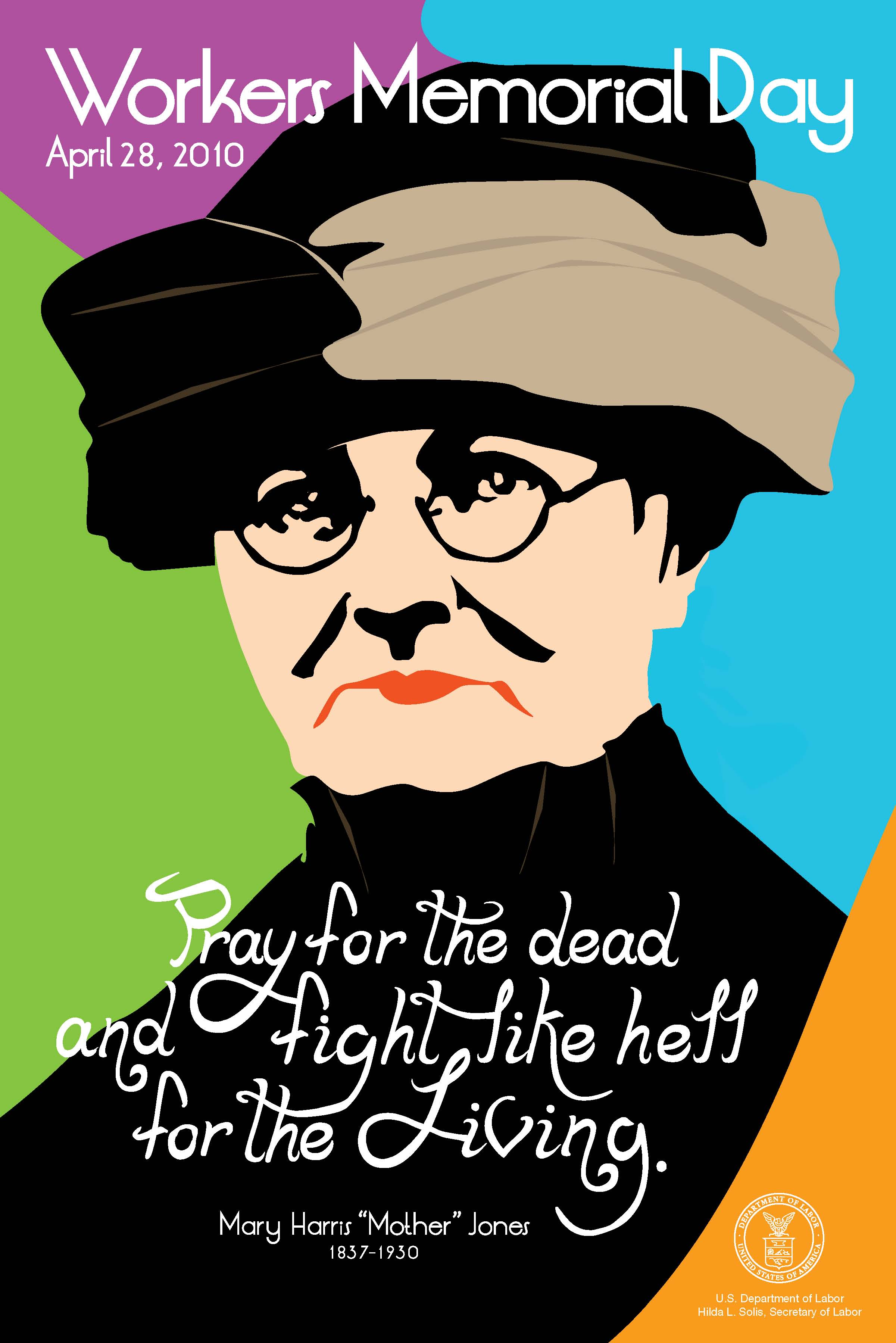
Az emléknapra készült amerikai plakát, Mary Harris Jones alakjával

## Célja
Az emléknap célja, hogy felhívja a nyilvánosság és a dolgozók figyelmét a munkabiztonság, a munkahelyi balesetek megelőzésének fontosságára.

## Elnevezése
Az emléknap elnevezése az angol nyelvterületen is elég változatos (Workers' Memorial Day, International Workers' Memorial Day, International Commemoration Day (ICD) for Dead and Injured, Day of Mourning). Magyarországon szintén többféle formában hivatkoznak az emléknapra (Munkahelyi balesetben megsérültek és elhunytak nemzetközi emléknapja, Balesetben elhunytak és megsérültek emléknapja, Balesetben elhunytak, megrokkantak és megsérültek emléknapja stb.). Az emléknap hivatalos neve Magyarországon: Emléknap a munkabalesetben elhunyt, illetve megrokkant munkavállalók tiszteletére.

## Története
A munkahelyi balesetben megsérültek és elhunytak emléknapját először 1984. április 28-án a Kanadai Közalkalmazottak Szakszervezete tartotta meg, egy évvel később felkarolta a kezdeményezést a kanadai szakszervezeti szövetség is (Candian Labour Congress). A dátum arra utal, hogy 1914. április 28-án fogadták el Kanadában azt a munkahelyi balesetbiztosítási szabályozást, melynek nyomán az első kanadai munkavédelmi hivatalt létrehozták. 1991-ben a kanadai parlament törvénybe iktatta az emléknapot, Nemzeti Gyásznapnak nyilvánítva április 28-át (National Day of Mourning).
1989-ben az USA-ban is hivatalos emléknappá nyilvánítják és világszerte egyre több helyen tartottak megemlékezéseket, munkavédelmi kampányokat e napon. Angliában 1992 óta emlékeznek meg a munkahelyi balesetben elhunytakról és megsérültekről. Itt használták először az emléknap mottóját: „Emlékezz a halottakra, harcolj az élőkért!”
1996 óta a Nemzetközi Szakszervezeti Szövetség (International Trade Union Confederation – ITUC) is elismerte április 28-át mint nemzetközi emléknapot és évente egy-egy fontos munkavédelmi témára hívja fel a figyelmet az emléknapon (pl. azbeszt használatának betiltása világszerte).

## Munkahelyi balesetek
A Nemzetközi Munkaügyi Szervezet legfrissebb becslései szerint világszerte 2,34 millió halnak meg munkahelyi baleset következtében. Ezekből 321 000 balesetnek, a további 2,02 millió eset pedig a munkahelyi körülmények okozta, halálhoz vezető egészségkárosodásra vezethető vissza.
A Nemzeti Munkaügyi Hivatal adati szerint Magyarországon 2011-ben 17.295 munkahelyi baleset volt itthon, ebből 80 halálos. 2012-ben 62 halálos és 17 025 sérüléssel járó baleset történt Magyarországon.